# الرواشد (المغرب)
الرواشد هي قرية تقع غرب المملكة المغربية. تنتمي الرواشد لإقليم خريبكة. تضم هذه الجماعة القروية 4.720 نسمة (إحصاء 2004).